# Maschinengewehr 08
A Maschinengewehr 08 egy, a  német hadsereg számára kifejlesztett géppuska volt, mely a Maxim-géppuskán alapult. Az MG 08-at később több más ország is rendszeresítette, egyes hadseregek még az  1960-as években is használták.

## Szerkezete, bevetési története
Az MG 08 a Maschinengewehr 01 módosított változata, mely a Maxim-géppuska licenc alapján gyártott változata volt. Akárcsak a Maxim-géppuska, az MG 08 is vízhűtést igényelt, a csövet körülölelő köpenybe megközelítőleg 5 liter víz fért. Működési elvét tekintve is a  Maxim-géppuskát követte, rövid csőhátrasiklású, öntöltő  fegyver lévén.

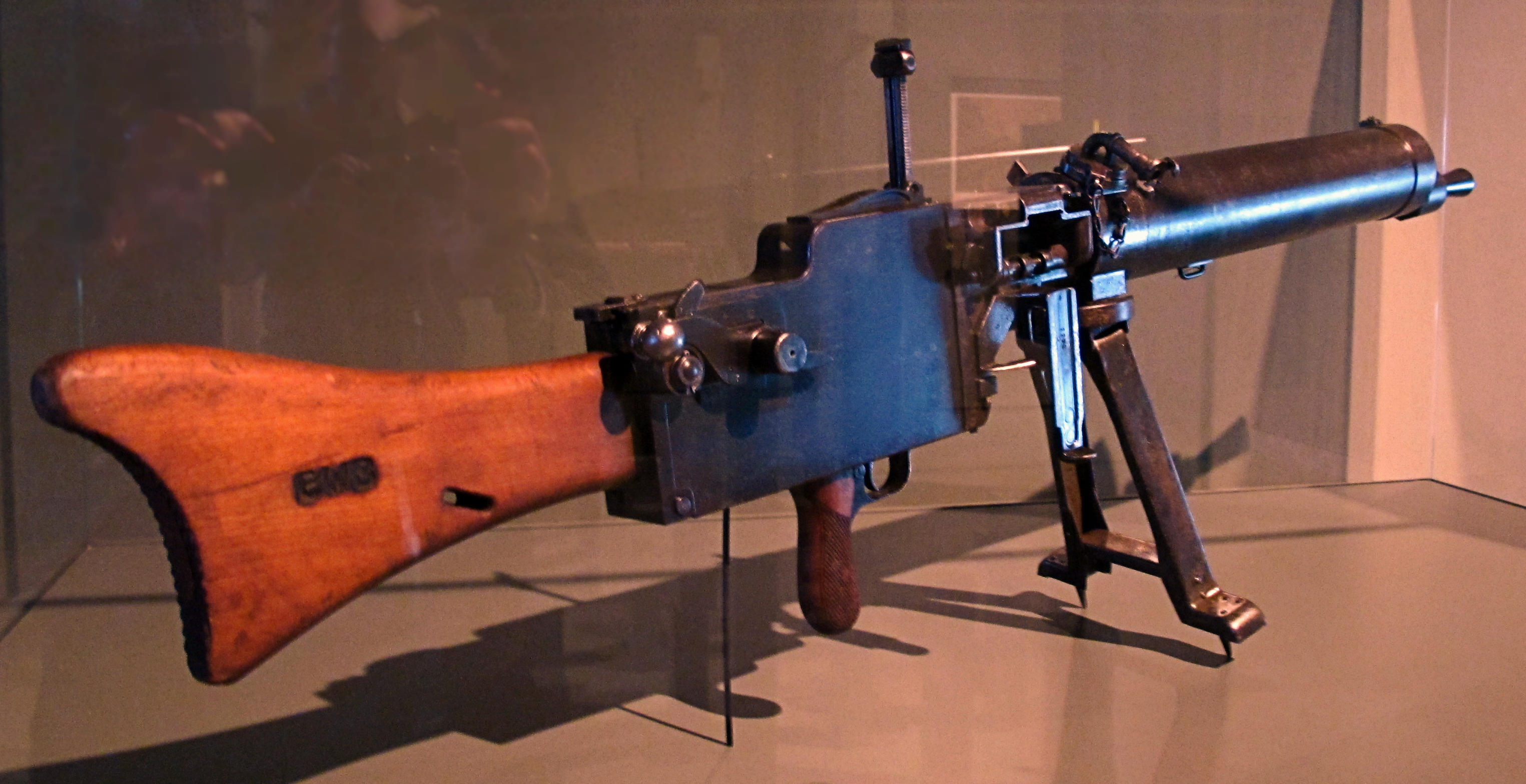
MG 08/15

1915-ben az MG 08 egy új verzióját is hadrendbe állították, ez a Maschinengewehr 08/15 típusjelzést kapta. Az új fegyvert könnyű géppuska szerepkörben próbálták bevetni, így a nehéz fegyverállvány helyett egy villaállványt, valamint egy fatusát és egy pisztolymarkolatot szereltek rá. A fegyver tömegét sikerült 17,5 kg-ra lecsökkenteni, a használatot azonban továbbra is bonyolította, hogy fenntartották a korábbi vízhűtéses rendszert. 1918-ban megkísérelték egy léghűtéses modell bevezetését MG 08/18 típusjelzéssel, de ez a  háború befejeződése miatt csak kis számban került hadrendbe.
Az MG 08-at az első világháború során  vadászrepülőkbe beépítve is használták, elsőként a Fokker D.III és Albatros D.I repülőgépeken, 1916-tól kezdve.
Németország az első világháború előtt MG 08-as fegyverekkel látta el a kínai hadsereget is, a német-kínai kooperáció jegyében. Később, 1935-ben az MG 08-at lemásolva állították hadrendbe a helyileg gyártott Type 24 géppuskát, mely a második világháború és a kínai polgárháború során a kínai hadsereg által legszélesebb körben használt géppuska volt, a polgárháború után azonban elkezdték felváltani az amerikai gyártmányú M1917 Browning, az orosz gyártmányú PM M1910 és a szovjet gyártmányú SZG–43 Gorjunov-géppuskák. Az utolsó type 24-eseket a vietnámi hadsereg vonta ki hadrendből, a vietnámi háborút követően.

## Alkalmazók
- Német Birodalom
- Harmadik Birodalom – a Wehrmacht egészen a második világháború végéig használta az MG 08-at
- Osztrák–Magyar Monarchia
- Belgium
- Bulgária
- Hollandia – a holland hadsereg 1925-től használta légvédelmi fegyverként.
- Dél-Korea
- Észak-Korea – az észak-koreai hadsereg Type 24-eseket használt
- Oszmán Birodalom
- Törökország
- Norvégia
- Lengyelország – 1918–1944 között használták
- Vietnám – az észak-vietnámi csapatok kínai Type 24-eseket használtak a vietnámi háború alatt.
- Indonézia – Type 24-eseket használtak
- Malajzia – Type 24-eseket használtak